# 铃木隆行
铃木隆行（1976年6月5日—），已退役日本足球运动员，司職前锋，日本国家足球队成员。

## 俱乐部生涯
1995年，铃木隆行转会到鹿岛鹿角后，因为出场机会太少，又转会到了巴西联赛的乙级球队CFZ里约。不到一年他又回到了千叶市原。
2002年7月17日，日本前锋铃木隆行正式与比甲球队亨克签订了为期一年的租借合同。
铃木隆行将于本周以租借身份加盟比甲联赛升班马赫斯登佐尔德。他所效力的鹿岛鹿角周一宣布了这一消息。
2006年1月28日，铃木隆行加盟塞尔维亚球队贝尔格莱德红星，不过铃木隆行在球队没有获得成功。
2007年1月19日，铃木隆行回到日本加盟横滨水手，不过铃木隆行在横滨水手依然没有得到太多机会，2007年赛季只在联赛出场3次，没有进球。
2008年3月28日，他自由转会加盟美国职业足球大联盟球队波特兰伐木者，并在那里效力三个赛季。
前日本国脚铃木隆行同意加盟位于茨城县的球队水户蜀葵，由于球队现在正处于财政危机中，铃木隆行承诺在2011年赛季球队不需支付他的工资。

## 国家队生涯
铃木隆行在2001年3月入选了日本国家足球队。在2001年联合会杯，铃木隆行在日本队对阵非洲盃和奥运会冠军喀麦隆的比赛中，铃木隆行打进两球，帮助日本队2-0击败对手。
铃木隆行在日本队参加2002年世界杯的所有四场比赛中都有出场，其中前三场是首发，并在2比2战平比利时的小组赛中打进一球，是他今年为日本队攻进的第一个球。
此后或因伤或其它原因，他一直少有代表日本队上场的机会。

## 外部連結
- 铃木隆行 – FIFA國際賽競賽紀錄 (存檔)
- 株式会社アーキテクト （页面存档备份，存于）（所属事務所によるプロフィール）
- 铃木隆行在 National-Football-Teams.com 上的出场纪录
- Japan National Football Team Database （页面存档备份，存于）
- 日本職業足球聯賽中的铃木隆行 （日語）
- Portland Timbers bio
- Suzuki's USL Goal of the Week from 4/26/08 （页面存档备份，存于） at YouTube